# Camila do Carmo Nobre de Oliveira
Camila do Carmo Nobre de Oliveira (sinh ngày 10 tháng 6 năm 1988) là một cầu thủ bóng đá người Brazil và chơi bóng trong vai trò một tiền vệ.
Cô là một thành viên của đội tuyển bóng đá nữ quốc gia Guinea Xích Đạo tại Giải vô địch bóng đá nữ châu Phi 2012.

## Tranh cãi
Theo Federação Paulista de Futebol, dựa trên quốc tịch gốc Brazil của cô, tên đầy đủ của cô là Camila do Carmo Nobre de Oliveira và sinh ngày 10 tháng 6 năm 1988 tại São Paulo. Những dữ liệu này không phù hợp với thông tin mà Guinea Xích đạo đệ trình lên CAF nhân dịp tham gia Giải vô địch nữ châu Phi năm 2012. Ở đó, dựa trên hộ chiếu Guinea Xích Đạo mà đất nước châu Phi này tặng cho cô, tên đầy đủ của cô là Camila Maria Nobre de Carmo và ngày sinh của cô là ngày 10 tháng 7 năm 1994. Ngoài ra, danh sách được CAF công bố báo cáo rằng tại thời điểm cô chơi cho một đội bóng thuộc đất nước Guiena Xích Đạo ở địa phương, E Waiso Ipola, trong thực tế, cô đã ký hợp đồng với São José Esporte Clube ở Brazil. Cô lợi dụng tuổi giả của mình để thi đấu trong Giải đấu vòng loại World Cup Bóng đá nữU-20 2014 khu vực châu Phi.
Vào ngày 11 tháng 4 năm 2016, Camila Nobre bị FIFA xử phạt với treo giò mười trận mà cô đáng lý ra sẽ được thi đấu trong các trận đấu tiếp theo của đội bóng thuộc Guinea Xích đạo nếu cô đủ điều kiện, cũng như phạt tiền 2.000 CHF và cảnh cáo, trên quy định kỹ thuật điều 61 khoản 1 và 2 của FDC. Vào ngày 4 tháng 8 năm 2016, trường hợp quốc tịch kép của cô đã khiến CAF bị loại khỏi đội tuyển bóng đá nữ quốc gia Guinea Xích đạo khỏi nữ AFCON Cameroon 2016 và các lần đình chỉ sau đó từ các lần tổ chức vào năm 2018 và 2020.
Vào ngày 5 tháng 10 năm 2017, FIFA xác định mười cầu thủ bóng đá sinh ra tại Brazil tham dự Giải Guinea Xích Đạo tại Giải đấu vòng loại Olympic nữ CAF 2015 đều không đủ điều kiện. Quyết định phạt đến vào tháng 4, liên quan đến Camila Nobre.